# Ес-Сіб
Сіб (Ес-Сіб) — місто, адміністративний центр регіону Маскат Султанату Оман, а також однойменного вілайєту. Є частиною агломерації Маскат. Населення 286 121 чоловік (2008, оцінка).

## Пам'ятки
У Сібі розташовані сади, великі розкішні вілли. Тут знаходяться королівські стайні і центр верхової їзди, а також Королівська гвардія і резиденція Султана — Бейт-ель-Барака, палац закритий для публіки. Між шосе і Бейт-ель-Баракою розташувався Королівський оманський симфонічний оркестр, установа, заснована в 1985 році.